# Formação Jydegaard
A Formação Jydegaard (também grafada como Jydegård) é uma formação geológica que data do Cretáceo Inferior, cerca de 145-139 milhões de anos atrás. Fica na ilha de Bornholm, na Dinamarca. Fósseis de vertebrados foram encontrados na formação.

## Conteúdo fóssil
Fragmentos de ossos finos foram descobertos que podem pertencer a pterossauros ou pássaros.

### Dinossauros
Um dente possivelmente pertencente a um titanossauro juvenil foi encontrado na formação.
| Gênero           | Espécies         | Local     | Material                            | Descrição | Imagens |
| ---------------- | ---------------- | --------- | ----------------------------------- | --------- | ------- |
| Dromaeosauroides | D. bornholmensis | Robbedale | Dois dentes e possíveis coprólitos. |           |         |

### Crocodilomorfos
| Gênero        | Espécies     | Local     | Material                                             | Descrição | Imagens |
| ------------- | ------------ | --------- | ---------------------------------------------------- | --------- | ------- |
| Pholidosaurus | Desconhecido | Robbedale | Um dente provisoriamente referido como Pholidosaurus |           |         |

### Peixes
Restos de peixes foram encontrados em coprólitos possivelmente pertencentes ao dromeossaurídeo Dromaeosauroides ou tartarugas marinhas. Além disso, mandíbulas picnodontes não identificadas e dois pequenos teleósteos foram descobertos. Escamas de peixes amioides também foram reveladas.
| Gênero       | Espécies     | Local     | Material                                 | Descrição | Imagens |
| ------------ | ------------ | --------- | ---------------------------------------- | --------- | ------- |
| Lepidotes    | L. sp        | Robbedale | Dente, mandíbula e escamas               |           |         |
| Hybodus      | desconhecido | Robbedale | Dente e escamas                          |           |         |
| Parvodus     | P. rugianus  | Robbedale | Dentes, barbatanas e "ganchos" da cabeça |           |         |
| Pleuropholis | P. serrata   | Robbedale | Desconhecido                             |           |         |